# Гай Нуннулей Нуд
Гай Нуннуле́й Нуд (лат. Gaius Nunnuleius Nudus; умер после 30 года до н. э.) — римский государственный деятель из неименитого плебейского рода Нуннулеев, продвинувшийся в своей карьере до пропретуры включительно. Время его жизни точно неизвестно.

## Происхождение
Гай Нуннулей принадлежал к незнатному плебейскому роду, происходившему, по одной из версий, из Тибура, что в Лациуме. Представители этого семейства впервые упоминаются в сохранившихся источниках, начиная лишь с конца II века до н. э. (под 106 годом до н. э.), когда его отдельные члены, по-видимому, стали либертинами и в дальнейшем могли претендовать на принадлежность к сенаторскому сословию.

## Биография
Гай Нуннулей упоминается только в одной латинской надписи (CIL XIV 3546), обнаруженной в Тибуре и датируемой периодом правления Октавиана Августа (между 27 годом до н. э. и 14 годом н. э.). Из её текста следует, что Нуннулей занимал должность легата-пропретора; впрочем, точных датировок нет.
Известно также, что отец Гая Нуннулея носил такой же преномен, а он сам был женат на дочери некоего Луция Помпония.
Вполне возможно, какие-то родственные связи могли быть между Гаем и префектом флота при Марке Аврелии Котте времён 3-й Митридатовой войны (74/73—63 годы до н. э.) Публием Рутилием, сыном Публия, Нудом (P(ublius) Rutilius P(ubli) f(ilius) Nudus; ум. после 74 до н. э.), одним из виновников разгрома римлян у халкидонской гавани весной 73 года до н. э.